# Ordre de Charles XIII
 (juillet 2018).
Si vous disposez d'ouvrages ou d'articles de référence ou si vous connaissez des sites web de qualité traitant du thème abordé ici, merci de compléter l'article en donnant les références utiles à sa vérifiabilité et en les liant à la section « Notes et références ».
L'ordre de Charles XIII est un ordre de chevalerie suédois institué le 27 mai 1811 par Charles XIII de Suède.

## Histoire
Cet ordre est réservé aux francs-maçons de rite suédois au 11e degré et de confession protestante. Le but de cet ordre est d'encourager les membres de la loge à la charité et récompenser les vertus civiques.
Le nombre de membres est limité à 33 hommes vivants, dont au maximum trois membres du clergé et dix étrangers ; les membres de la famille royale ne sont pas comptés. L'âge minimum pour devenir récipiendaire est de 36 ans, les princes héritiers de Suède en deviennent membres par leur naissance.
L'ordre n'est composé que d'un seul grade de chevalier, nommé riddare, seul le roi est nommé Herre och Mästare (« seigneur et maître ») et exerce la fonction de grand maître.

## Insigne
L'insigne est une croix émaillée rouge suspendue à une couronne d'or. Le centre de la croix porte un médaillon avec deux C affrontés et XIII. Sur le revers se trouve un triangle en médaillon avec en son centre la lettre G.

Ordre de Charles XIII

La médaille de l'ordre est portée en tant qu'ordre royal, à l'inverse d'une distinction maçonnique qui ne pourrait être portée qu'en loge.

## Membres
L'ordre est traditionnellement remis le 28 janvier, jour de la saint Charles. La dernière promotion date du 28 janvier 2014.

### Membres actuels
De la maison royale :
- Charles XVI Gustave, roi de Suède
- Carl Philip de Suède, seul fils de Charles XVI Gustave
- Oscar de Suède, fils de Victoria de Suède
- Alexander de Suède, fils de Carl Philip de Suède
- Nicolas de Suède, fils de Madeleine de Suède

Étrangers :
- Edward, duc de Kent

### Anciens membres
De la maison royale :
- Charles XIII, roi de Suède
- Charles XIV Jean, roi de Suède
- Oscar Ier, fils unique de Charles XIV Jean
- Charles XV, fils aîné d'Oscar Ier
- Gustave, second fils d'Oscar Ier
- Oscar II, troisième fils d'Oscar Ier
- Auguste, quatrième fils d'Oscar Ier
- Charles Oscar, fils unique de Charles XV
- Gustave V, fils aîné d'Oscar II
- Oscar II, second fils d'Oscar II
- Charles de Suède, duc de Västergötland, troisième fils d'Oscar II
- Eugène de Suède, duc de Närke, quatrième fils d'Oscar II
- Gustave VI Adolphe de Suède, fils aîné de Gustave V

Suédois et Norvégiens :
- Magnus Fredrik Brahe
- Oscar Dickson
- Henning Hamilton
- Magnus Huss
- Anders Fredrik Skjöldebrand
- Robert Themptander

Étrangers :
- Guillaume Ier, empereur allemand et roi de Prusse
- Frédéric III, empereur allemand et roi de Prusse
- Christian Ehrenfried von Weigel